# Bassarona durga
Bassarona durga là một loài bướm trong họ Nymphalidae được tìm thấy ở dãy Himalaya.
Phạm vi phân bố gồm Sikkim. Abor Hills. Nagaland.

## Hình ảnh

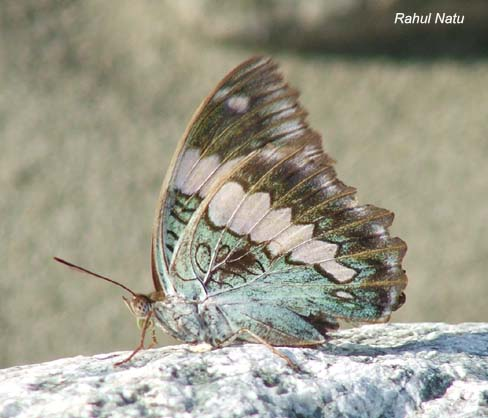
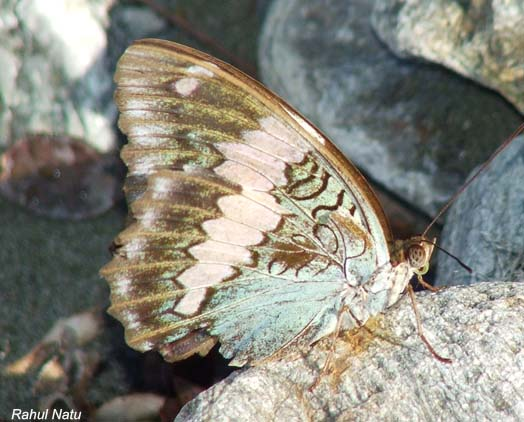